# TightVNC
TightVNC es una aplicación informática de código abierto para administración remota multiplataforma que utiliza extensivamente el protocolo RFB de VNC para controlar la pantalla de otro equipo de forma remota. Fue creado por Constantin Kaplinsky. Sus extensiones prevén 'codificación apretada' (tight encoding), que mejora el rendimiento en las conexiones de bajo ancho de banda.

## Codificaciones
TightVNC utiliza la llamada "codificación apretada" de áreas, que efectivamente es una combinación de compresión JPEG y otros tipos de codificación. Es posible ver vídeos y juegos DirectX a través de TightVNC través de una conexión de banda ancha, aunque a una velocidad de fotogramas baja.[cita requerida] TightVNC incluye muchas otras características comunes de derivados de VNC, tales como la capacidad de transferencia de archivos.

## Compatibilidad
TightVNC es compatible con otras implementaciones de servidor y cliente de VNC; Sin embargo, ajustados de codificación no es compatible con la mayoría de las implementaciones, por lo que es necesario utilizar TightVNC en ambos extremos para obtener el máximo provecho de sus mejoras.
Entre las mejoras notables son las transferencias de archivos, soporte para que Windows DFMirage mirror driver (controlador de espejo) detecte las actualizaciones de pantalla (ahorra tiempo de CPU, pero DFMirage no está soportado en las versiones 2.x), capacidad para ampliar la imagen y tunneling automático de SSH en Unix.
La versión actual, la 2.0, admite auto escala, que adapta el tamaño de la ventana del visor al tamaño del escritorio de los usuarios remotos, independientemente de la resolución del equipo host.

## Derivados software

### RemoteVNC
RemoteVNC es una bifurcación del proyecto TightVNC y agrega atravesado automático de NAT y cortafuegos mediante Jingle.

### TightVNC Portable Edition
Los desarrolladores también han producido una versión portable (portátil) del software TightVNC, disponible para descarga tanto de forma independiente (.zip) como U3. Sin embargo se trata de un producto con licencia, y tras 30 días de uso se debe adquirir una clave de licencia.

### TurboVNC
TurboVNC se basa en el código de TightVNC 1.3x e incluye numerosas mejoras de rendimiento y características dirigidas a trabajos de dibujo y de vídeo 3D.